# Diplazium ceratolepis
Diplazium ceratolepis là một loài thực vật có mạch trong họ Woodsiaceae. Loài này được (H. Christ) H. Christ miêu tả khoa học đầu tiên năm 1897.